# 京セラオプテック
京セラオプテック株式会社（きょうセラオプテックかぶしきがいしゃ、KYOCERA OPTEC CO.,LTD.）は、かつて存在したレンズ・光学機器の設計、製造を行っていた光学機器メーカーである。
ヤシカ、京セラのコンタックス一眼レフ用カール・ツァイスレンズを製造していたことで知られる。

## 沿革
- 1932年（昭和7年）11月、富岡正重が東京市大森区雪ヶ谷に富岡光学器械製作所を設立し、民生カメラ用レンズを生産、販売して株式会社になるが、後に陸海軍監督工場になり次第に光学兵器が事業の中心となった。1945年5月の爆撃で全焼する。

- 1949年（昭和24年）、社長夫人の実家が所在する青梅市に一部設備が疎開されていたことから現地で工場が再開され、株式会社富岡光学器械製造所を青梅市に設立する。

- 1960年（昭和35年）、35mm一眼レフ用レンズと複写機用レンズを量産化する。

- 1968年（昭和43年）、レンズ供給先のヤシカの資本傘下へ入る。

- 1974年（昭和49年）、ヤシカがコンタックスブランドのカメラを発売し、カール・ツァイスの技術供与でツァイスブランドレンズを製造する。

- 1983年（昭和58年）、ヤシカは京セラに合併され、富岡光学も京セラ傘下になる。

- 1986年（昭和61年）、レーザープリンター用小型レンズ[2]を量産化する。

- 1991年（平成3年）、社名を京セラオプテック株式会社に変更する。

- 2018年（平成30年）、京セラ株式会社に吸収合併され解散。

## OEMと自社ブランド
創業当初は自社ブランド「ローザー」レンズを販売するも後年はOEM中心へ移行し、ヤシカ、京セラ傘下でも親会社やグループ外企業へOEM供給している。OEM先で表記するブランド名は「トリローザー」や「トミノン」で、「TOMIOKA」と社名表記する場合もある。
またクラシックカメラ愛好家においては「富岡のレンズ」は写りの良いレンズとしてブランド化されている。

## 主要製品
光学部品事業
- 非球面レンズ
- 球面レンズ
- 異形レンズ（シリンドリカルレンズ等）
- ミラー
- プラスチックレンズ

光学ユニット事業 
- TVマクロレンズ
- ラインセンサカメラ用レンズ
- カスタム対応光学ユニット
- スキャナー用レンズ
- CCD・CMOS用レンズ（可視光・近赤外光対応）

機構部品事業 
- 機構部品・精密加工品

顕微鏡 
- 実体双眼顕微鏡